# I Giochi mondiali militari
I I Giochi mondiali militari si svolsero a Roma, in Italia, dal 4 al 16 settembre 1995.
50º anniversario della fine della II guerra mondiale e della firma della Carta delle Nazioni Unite. Incontro di 93 Forze Armate sui campi sportivi per celebrare la pace.
Numeri: 4017 atleti, 93 nazioni, 17 discipline 2600 persone coinvolte, 1100 veicoli 500.000 spettatori.

## Discipline
- Atletica leggera (30) (dettagli)
- Calcio (1) (dettagli)
- Ciclismo (2) (dettagli)
- Equitazione (5) (dettagli)
- Judo (13) (dettagli)
- Lotta (20) (dettagli)
- Nuoto (26) (dettagli)
- Nuoto per salvamento (7) (dettagli)
- Pallanuoto (1) (dettagli)
- Pallavolo (2) (dettagli)
- Paracadutismo (5) (dettagli)
- Pallacanestro (1) (dettagli)
- Pentathlon militare (3) (dettagli)
- Pentathlon moderno (5) (dettagli)
- Pentathlon navale (5) (dettagli)
- Pugilato (12) (dettagli)
- Scherma (10) (dettagli)
- Tiro a volo (17) (dettagli)
- Triathlon (5) (dettagli)
- Tuffi (4) (dettagli)

Discipline sportive: Atletica leggera, Pallacanestro, Boxe, Ciclismo, Scherma, Equitazione, Calcio, Judo, Wrestling, Nuoto (polo, immersione, salvamento), Paracadutismo, Pentathlon moderno, Pentathlon militare, Pentathlon navale, Tiro a Segno, Triathlon, Pallavolo.

## Medagliere
Paese ospitante
| Posiz. | Nazione             | Oro | Argento | Bronzo | Totale |
| ------ | ------------------- | --- | ------- | ------ | ------ |
| 1      | Russia              | 62  | 28      | 37     | 127    |
| 2      | Italia              | 22  | 16      | 13     | 51     |
| 3      | Cina                | 11  | 20      | 15     | 46     |
| 4      | Francia             | 9   | 13      | 15     | 37     |
| 5      | Corea del Nord      | 9   | 8       | 5      | 22     |
| 6      | Germania            | 8   | 16      | 22     | 46     |
| 7      | Ucraina             | 7   | 14      | 9      | 30     |
| 8      | Stati Uniti         | 6   | 7       | 8      | 21     |
| 9      | Turchia             | 6   | 1       | 2      | 9      |
| 10     | Polonia             | 4   | 5       | 8      | 17     |
| 11     | Romania             | 4   | 5       | 6      | 15     |
| 12     | Sudafrica           | 4   | 3       | 5      | 12     |
| 13     | Belgio              | 3   | 3       | 3      | 9      |
| 14     | Svezia              | 3   | 1       | 1      | 5      |
| 15     | Iran                | 2   | 5       | 3      | 10     |
| 16     | Austria             | 2   | 0       | 0      | 2      |
| 17     | Corea del Sud       | 1   | 5       | 8      | 14     |
| 18     | Finlandia           | 1   | 5       | 1      | 7      |
| 19     | Norvegia            | 1   | 3       | 3      | 7      |
| 20     | Marocco             | 1   | 2       | 2      | 5      |
|        | Jugoslavia          | 1   | 2       | 2      | 5      |
| 22     | Paesi Bassi         | 1   | 1       | 1      | 3      |
|        | Arabia Saudita      | 1   | 1       | 1      | 3      |
| 24     | Azerbaigian         | 1   | 1       | 0      | 2      |
|        | Rep. Ceca           | 1   | 1       | 0      | 2      |
| 26     | Kazakistan          | 1   | 0       | 3      | 4      |
| 27     | Armenia             | 1   | 0       | 2      | 3      |
|        | Ungheria            | 1   | 0       | 2      | 3      |
|        | Svizzera            | 1   | 0       | 2      | 3      |
|        | Siria               | 1   | 0       | 2      | 3      |
| 31     | Canada              | 1   | 0       | 0      | 1      |
|        | Gabon               | 1   | 0       | 0      | 1      |
|        | Emirati Arabi Uniti | 1   | 0       | 0      | 1      |
| 34     | Bielorussia         | 0   | 4       | 8      | 12     |
| 35     | Thailandia          | 0   | 3       | 3      | 6      |
| 36     | Brasile             | 0   | 1       | 2      | 3      |
| 37     | Algeria             | 0   | 1       | 0      | 1      |
|        | Irlanda             | 0   | 1       | 0      | 1      |
|        | Monaco              | 0   | 1       | 0      | 1      |
| 40     | Bulgaria            | 0   | 0       | 4      | 4      |
| 41     | Estonia             | 0   | 0       | 2      | 2      |
|        | Slovenia            | 0   | 0       | 2      | 2      |
| 43     | Croazia             | 0   | 0       | 1      | 1      |
|        | Danimarca           | 0   | 0       | 1      | 1      |
|        | Grecia              | 0   | 0       | 1      | 1      |
|        | Portogallo          | 0   | 0       | 1      | 1      |